# Jarsy
Jarsy és un municipi francès situat al departament de la Savoia i a la regió d'Alvèrnia-Roine-Alps. L'any 2007 tenia 285 habitants.

## Demografia

### Població
El 2007 la població de fet de Jarsy era de 285 persones. Hi havia 121 famílies de les quals 39 eren unipersonals (23 homes vivint sols i 16 dones vivint soles), 31 parelles sense fills, 39 parelles amb fills i 12 famílies monoparentals amb fills.
La població ha evolucionat segons el següent gràfic:
Habitants censats

### Habitatges
El 2007 hi havia 254 habitatges, 121 eren l'habitatge principal de la família, 101 eren segones residències i 31 estaven desocupats. 243 eren cases i 9 eren apartaments. Dels 121 habitatges principals, 105 estaven ocupats pels seus propietaris, 12 estaven llogats i ocupats pels llogaters i 5 estaven cedits a títol gratuït; 1 tenia una cambra, 9 en tenien dues, 24 en tenien tres, 32 en tenien quatre i 55 en tenien cinc o més. 96 habitatges disposaven pel capbaix d'una plaça de pàrquing. A 52 habitatges hi havia un automòbil i a 57 n'hi havia dos o més.

### Piràmide de població
La piràmide de població per edats i sexe el 2009 era:
| Homes | Edats   | Dones |
| ----- | ------- | ----- |
| 0     | 95 o +  | 0     |
| 0     | 90 a 94 | 0     |
| 0     | 85 a 89 | 12    |
| 0     | 80 a 84 | 0     |
| 0     | 75 a 79 | 16    |
| 12    | 70 a 74 | 4     |
| 4     | 65 a 69 | 8     |
| 4     | 60 a 64 | 0     |
| 4     | 55 a 59 | 0     |
| 4     | 50 a 54 | 4     |
| 12    | 45 a 49 | 4     |
| 16    | 40 a 44 | 16    |
| 20    | 35 a 39 | 12    |
| 4     | 30 a 34 | 4     |
| 0     | 25 a 29 | 12    |
| 4     | 20 a 24 | 0     |
| 4     | 15 a 19 | 8     |
| 24    | 10 a 14 | 20    |
| 16    | 5 a 9   | 4     |
| 20    | 0 a 4   | 16    |

## Economia
El 2007 la població en edat de treballar era de 172 persones, 130 eren actives i 42 eren inactives. De les 130 persones actives 124 estaven ocupades (67 homes i 57 dones) i 6 estaven aturades (3 homes i 3 dones). De les 42 persones inactives 14 estaven jubilades, 15 estaven estudiant i 13 estaven classificades com a «altres inactius».

### Ingressos
El 2009 a Jarsy hi havia 114 unitats fiscals que integraven 259,5 persones, la mediana anual d'ingressos fiscals per persona era de 16.307 €.

### Activitats econòmiques
Dels 20 establiments que hi havia el 2007, 2 eren d'empreses de construcció, 3 d'empreses de comerç i reparació d'automòbils, 4 d'empreses d'hostatgeria i restauració, 1 d'una empresa d'informació i comunicació, 1 d'una empresa immobiliària, 6 d'empreses de serveis i 3 d'entitats de l'administració pública.
Dels 3 establiments de servei als particulars que hi havia el 2009, 1 era un guixaire pintor, 1 electricista i 1 agència immobiliària.
L'any 2000 a Jarsy hi havia 9 explotacions agrícoles que ocupaven un total de 688 hectàrees.

## Equipaments sanitaris i escolars
El 2009 hi havia una escola elemental integrada dins d'un grup escolar amb les comunes properes formant una escola dispersa.

## Poblacions més properes
El següent diagrama mostra les poblacions més properes.